# Cutter Gauthier
Cutter Gauthier (né le 19 janvier 2004 à Skellefteå en Suède) est un joueur américain de hockey sur glace. Il évolue à la position d'attaquant.

## Biographie

### Famille
Il est le fils du gardien de but Sean Gauthier (en) et est né lorsque son père évoluait professionnellement en Suède.

### Carrière junior
Lors de la saison 2013-2014, Gauthier participe au tournoi Brick Invitationnal avec le Team California, terminant à la 6e place de la Division 2.
En 2017, il participe au Tournoi pee-wee de Québec avec le Honeybaked de Détroit, terminant à la 2e place.
De 2017 à 2020, il évolue pour deux équipes de Détroit, les Honeybaked et Compuware.
Il intègre le Programme de Dévelopement National lors de la saison 2020-2021.
En prévision du repêchage de 2022, la centrale de recrutement de la LNH le classe au 3e rang des espoirs nord-américains chez les patineurs.

### Carrière professionnelle
Il est sélectionné au 5e rang par les Flyers de Philadelphie.
Le 8 janvier 2024, Gauthier est échangé aux Ducks d'Anaheim contre un autre ancien choix de premier tour, Jamie Drysdale, ainsi qu'un choix de deuxième tour en 2025. Bien qu'il n'avait pas joué un seul match avec les Flyers, il n'avait pas l'intention de poursuivre avec le club selon les dires du directeur général Daniel Brière.

### En équipe nationale
Gauthier représente les États-Unis. Il participe aux Jeux olympiques de la jeunesse en 2020. Il remporte la médaille d'argent, s'inclinant 4-0 contre la Russie.
Il participe au Championnat du monde moins de 18 ans en 2022 et remporte la médaille d'argent avec la formation américaine, s'inclinant 6-4 en finale face à la Suède.

## Trophées et honneurs personnels

### Hockey East
- 2022-2023 : nommé dans l'équipe des recrues.
- 2022-2023 : nommé dans la troisième équipe des étoiles.

### Championnat du monde junior
- 2024 : nommé dans l'équipe type.
- 2024 : nommé meilleur attaquant.
- 2024 : termine meilleur pointeur.

## Statistiques

### En club
| Saison    | Équipe                        | Ligue                     |                   | Saison régulière  | Saison régulière  | Saison régulière  | Saison régulière  | Saison régulière |   | Séries éliminatoires | Séries éliminatoires | Séries éliminatoires | Séries éliminatoires | Séries éliminatoires |
| Saison    | Équipe                        | Ligue                     | PJ                | B                 | A                 | Pts               | Pun               | PJ               | B | A                    | Pts                  | Pun                  |                      |                      |
| 2013-2014 | Team California               | BIT                       | 6                 | 1                 | 1                 | 2                 | 4                 | -                | - | -                    | -                    | -                    |                      |                      |
| 2015-2016 | Draftday Hockey Selects U12   | WSI U12                   | 8                 | 2                 | 4                 | 6                 | 6                 | -                | - | -                    | -                    | -                    |                      |                      |
| 2016-2017 | Honeybaked de Détroit         | Tournoi pee-wee de Québec | 5                 | 2                 | 1                 | 3                 | 2                 | -                | - | -                    | -                    | -                    |                      |                      |
| 2017-2018 | Honeybaked de Détroit 13U AAA | HPHL U13                  | 17                | 6                 | 11                | 17                | 0                 | -                | - | -                    | -                    | -                    |                      |                      |
| 2017-2018 | Pro Hockey Selects 2 U14      | WSI U14                   | 6                 | 4                 | 6                 | 10                | -                 | -                | - | -                    | -                    | -                    |                      |                      |
| 2018-2019 | Honeybaked de Détroit 16U AAA | HPHL U16                  | 19                | 11                | 5                 | 16                | 18                | -                | - | -                    | -                    | -                    |                      |                      |
| 2018-2019 | Honeybaked de Détroit 16U AAA | U16 AAA                   | 65                | 28                | 27                | 55                | -                 | -                | - | -                    | -                    | -                    |                      |                      |
| 2018-2019 | Pro Hockey Selects 2 U15      | WSI U15                   | 6                 | 4                 | 3                 | 7                 | 19                | -                | - | -                    | -                    | -                    |                      |                      |
| 2019-2020 | Compuware de Détroit 16U AAA  | HPHL U16                  | 12                | 8                 | 4                 | 12                | 23                | -                | - | -                    | -                    | -                    |                      |                      |
| 2019-2020 | Team Black                    | USA-S15                   | 4                 | 1                 | 4                 | 5                 | 4                 | -                | - | -                    | -                    | -                    |                      |                      |
| 2020-2021 | USNTDP U17                    | USDP                      | 44                | 20                | 17                | 37                | 33                | -                | - | -                    | -                    | -                    |                      |                      |
| 2020-2021 | USNTDP U18                    | USDP                      | 1                 | 0                 | 0                 | 0                 | 0                 | -                | - | -                    | -                    | -                    |                      |                      |
| 2020-2021 | USNTDP Juniors                | USHL                      | 32                | 12                | 9                 | 21                | 14                | -                | - | -                    | -                    | -                    |                      |                      |
| 2021-2022 | USNTDP U18                    | USDP                      | 54                | 34                | 31                | 65                | 49                | -                | - | -                    | -                    | -                    |                      |                      |
| 2021-2022 | USNTDP Juniors                | USHL                      | 22                | 19                | 9                 | 28                | 31                | -                | - | -                    | -                    | -                    |                      |                      |
| 2022-2023 | Terriers de Boston            | Hockey East               | 32                | 16                | 21                | 37                | 37                | -                | - | -                    | -                    | -                    |                      |                      |
| 2023-2024 | Terriers de Boston            | Hockey East               | 41                | 38                | 27                | 65                | 18                | -                | - | -                    | -                    | -                    |                      |                      |
| 2023-2024 | Ducks d'Anaheim               | LNH                       | Saison en cours ? | Saison en cours ? | Saison en cours ? | Saison en cours ? | Saison en cours ? | -                | - | -                    | -                    | -                    |                      |                      |

### En équipe nationale
| Année | Équipe              | Compétition                          |    | PJ | B  | A  | Pts | Pun | +/-                |  | Résultat |
| 2020  | États-Unis U16      | Jeux olympiques de la jeunesse       | 4  | 1  | 0  | 1  | 0   | +3  | Médaille d'argent  |  |          |
| 2022  | États-Unis U18      | Championnat du monde moins de 18 ans | 6  | 3  | 6  | 9  | 6   | +3  | Médaille d'argent  |  |          |
| 2023  | États-Unis - 20 ans | Championnat du monde junior          | 7  | 4  | 6  | 10 | 2   | +7  | Médaille de bronze |  |          |
| 2023  | États-Unis          | Championnat du monde                 | 10 | 7  | 2  | 9  | 2   | +9  | Quatrième place    |  |          |
| 2024  | États-Unis - 20 ans | Championnat du monde junior          | 7  | 2  | 10 | 12 | 4   | +9  | Médaille d'or      |  |          |
| 2025  | États-Unis          | Championnat du monde                 | 10 | 5  | 4  | 9  | 2   | +9  | Médaille d'or      |  |          |